# Banff Mountain Film Festival
Das Banff Mountain Film Festival ist ein Filmfestival für Outdoor- und Abenteuerfilme der ganzen Welt, das jedes Jahr im Herbst in der kanadischen Gemeinde Banff/Alberta stattfindet.

## Das Festival
Seit 1976 feiert die Mountain Community hier die einwöchigen Banff Mountain Film and Book Festivals, zu denen rund 12.000 Besucher jährlich erscheinen. Der Initiator des Festivals war Mike Mortimer, der viele Jahre als Master of Ceremonies am Festival auftrat.
Von ca. 1000 Filmeinreichungen aus der ganzen Welt werden in Banff die Werke der talentiertesten Filmemacher prämiert. Die eingereichten Produktionen kommen aus 39 Ländern und werden sowohl von sportbegeisterten Studenten, als auch von professionellen Teams wie BBC oder National Geographic angefertigt. In sieben Kategorien werden die Preise von der internationalen Jury vergeben: „Grand Prize“, „Climbing“, „Mountain Sports“, „Mountain Environment“, „Mountain Culture“, „Short Mountain Film“ and „Feature-Length Mountain Film“. Die Zuschauer des Filmfestivals entscheiden letztlich über den Gewinner der Kategorie „People’s Choice Award“.
Das Festival ist Gründungsmitglied der International Alliance for Mountain Film und wird heute vom Banff Centre for Arts and Creativity organisiert.

## Die Welttournee
Seit 1986 gehen die Filme unmittelbar nach dem Festival auf Welttournee. Im Rahmen der Banff Mountain Film Festival World Tour werden die prämierten Filme in rund 25 Ländern auf sechs Kontinenten gezeigt und erreichen insgesamt mehr als 170.000 Zuschauer weltweit.